# John Westbergh
John Westbergh (6 août 1915 - 12 novembre 2002) est un ancien fondeur et spécialiste suédois du combiné nordique. Il remporte la Stor Grabb (en) en 1933.

## Résultats

### Championnats du monde de ski nordique
- Championnats du monde de ski nordique 1938 à Lahti 
  -  Médaille d'argent en combiné nordique.
- Championnats du monde de ski nordique 1939 à Zakopane 
  -  Médaille d'argent en relais 4 × 10 km en ski de fond.

### Championnat de Suède de combiné nordique
- Il a remporté le titre en 1938, 1940, 1941 et 1942.